# Dahna: Megami Tanjō
Dahna: Megami Tanjō (ダーナ 女神誕生) est un jeu vidéo de type Beat them all sorti en 1991 sur Mega Drive. Le jeu a été développé puis édité par IGS.

## Accueil
- Famitsu : 22/40[1]